# Aldo Moro - Il professore
Aldo Moro - Il professore è un film per la televisione prodotto da Rai Fiction e Aurora Tv andato in onda l'8 maggio 2018 su Rai 1 per la regia di Francesco Miccichè. Il docu-film è tratto dall'omonimo libro di Giorgio Balzoni, giornalista e allievo di Aldo Moro.

## Trama
Aldo Moro, presidente della Democrazia Cristiana, insegna diritto all'istituto universitario della Sapienza. Un giorno fanno irruzione nell'aula alcuni studenti manifestanti a cui capo c'è la giovane Lucia, che incomincia a dialogare con Moro su chi sia responsabile dei numerosi atti di sangue che affliggono il decennio del '70. Dopo la discussione ben presto Lucia si rende conto della sbagliata impressione sul presidente e a poco a poco diventa la migliore alunna di Aldo Moro. Sarà lei, assieme ad altri compagni tra cui il fidanzato Emilio, a cercare di chiarire i lati oscuri del rapimento e far firmare varie petizioni da presentare a Palazzo Chigi per dare svolta al caso, ma tutto si rivelerà inutile dopo il ritrovamento del cadavere del professor Aldo Moro in una Renault 4 rossa in via Michelangelo Caetani.
La fiction si alterna con interviste ad alcuni studenti di Moro e ad alcuni parlamentari che vissero di persona la vicenda Moro, il tutto accompagnato anche da immagini di repertorio della Rai.

## Distribuzione
Il film è andato in onda in prima serata su Rai 1 l'8 maggio 2018.